# Artibeus fimbriatus
Artibeus fimbriatus é uma espécie de morcego da família Phyllostomidae. Pode ser encontrada na Argentina, Brasil e Paraguai.

## Distribuição e habitat
Os morcegos frugívoros franjados habitam regiões com climas tropicais e prosperam em áreas com pouca chuva e dias ensolarados.  Esta espécie depende de fatores abióticos na natureza. É encontrada na Argentina, Brasil e Paraguai.  

## Galeria

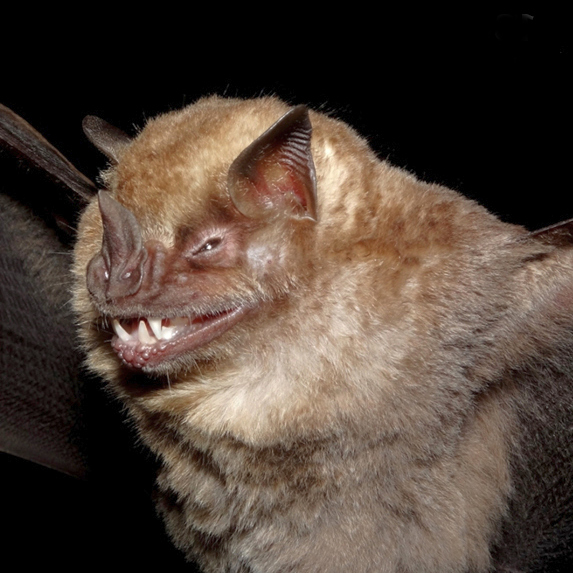
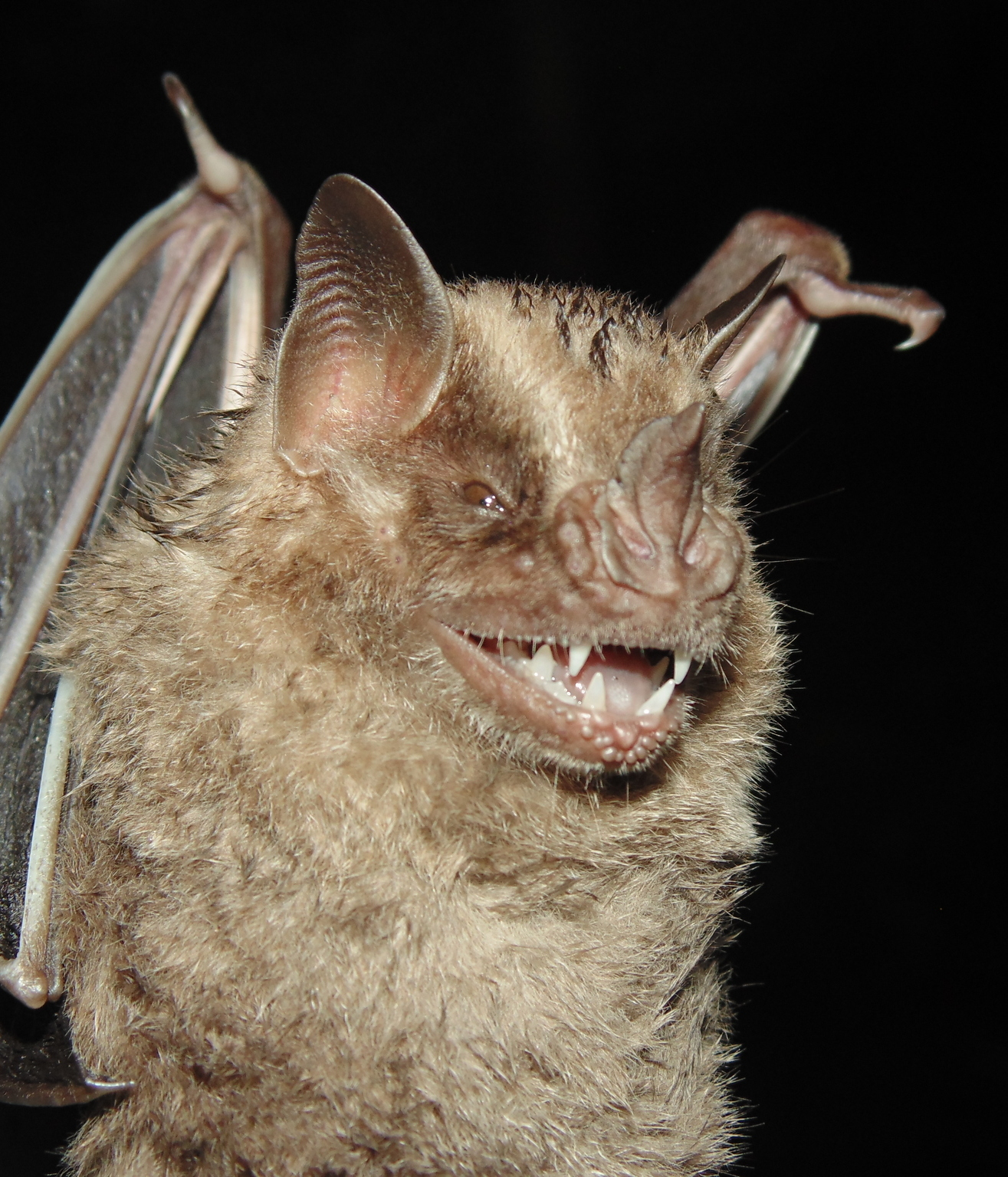
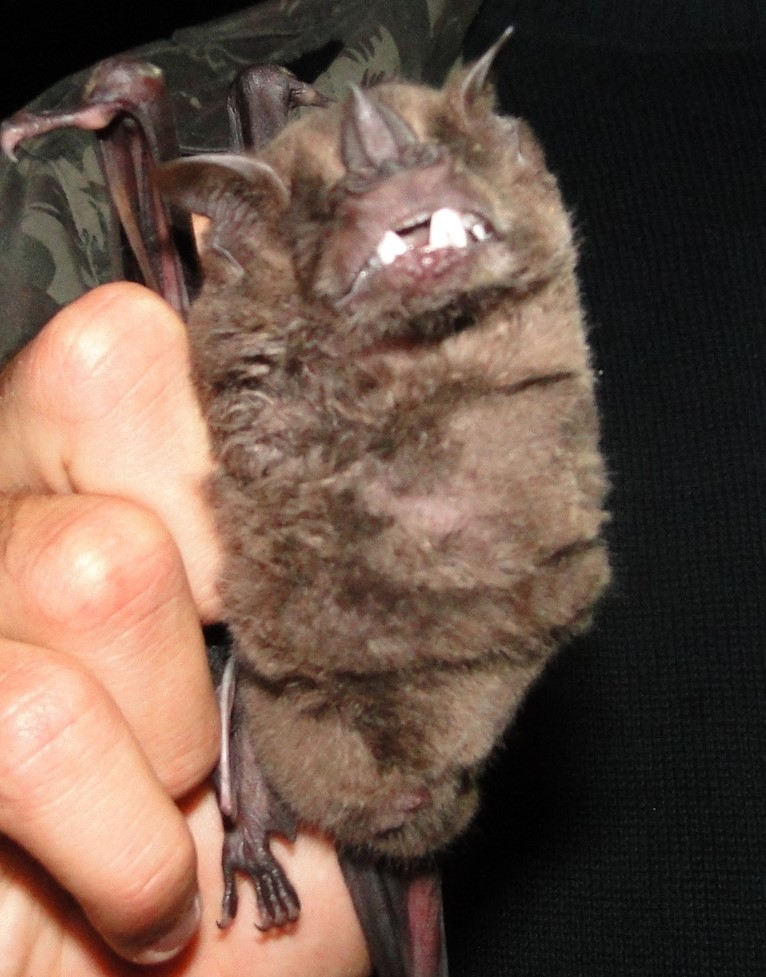
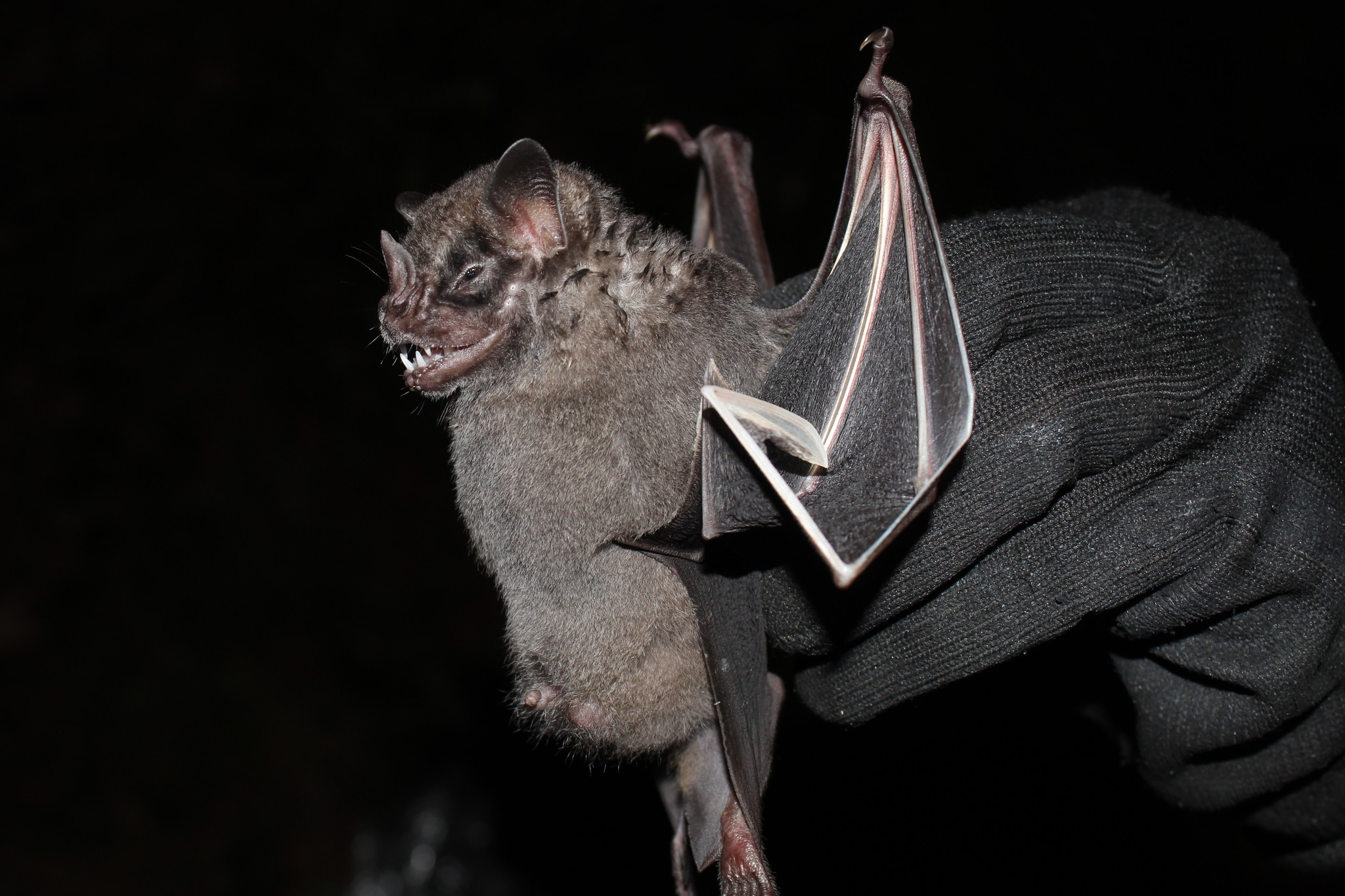
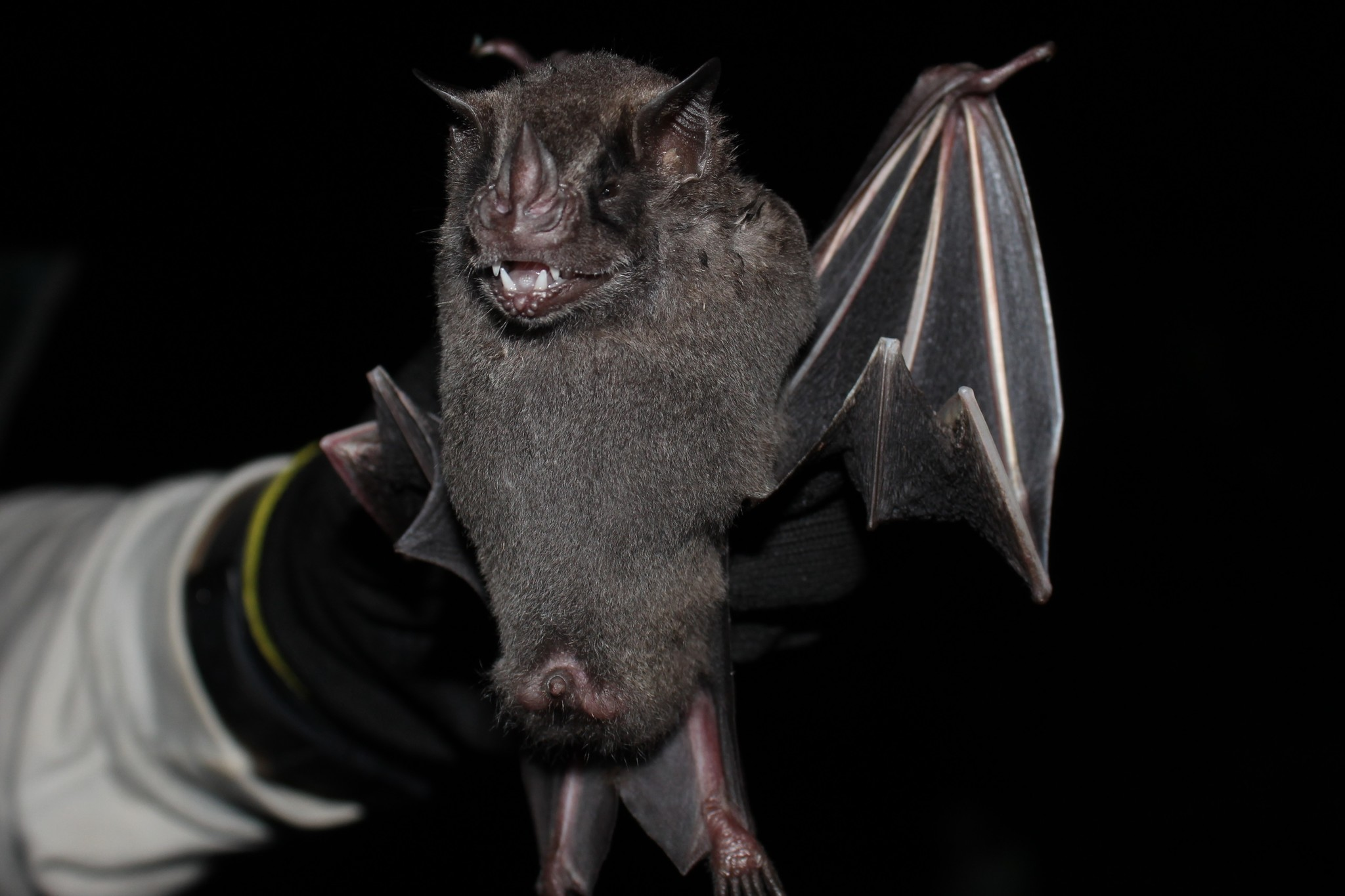
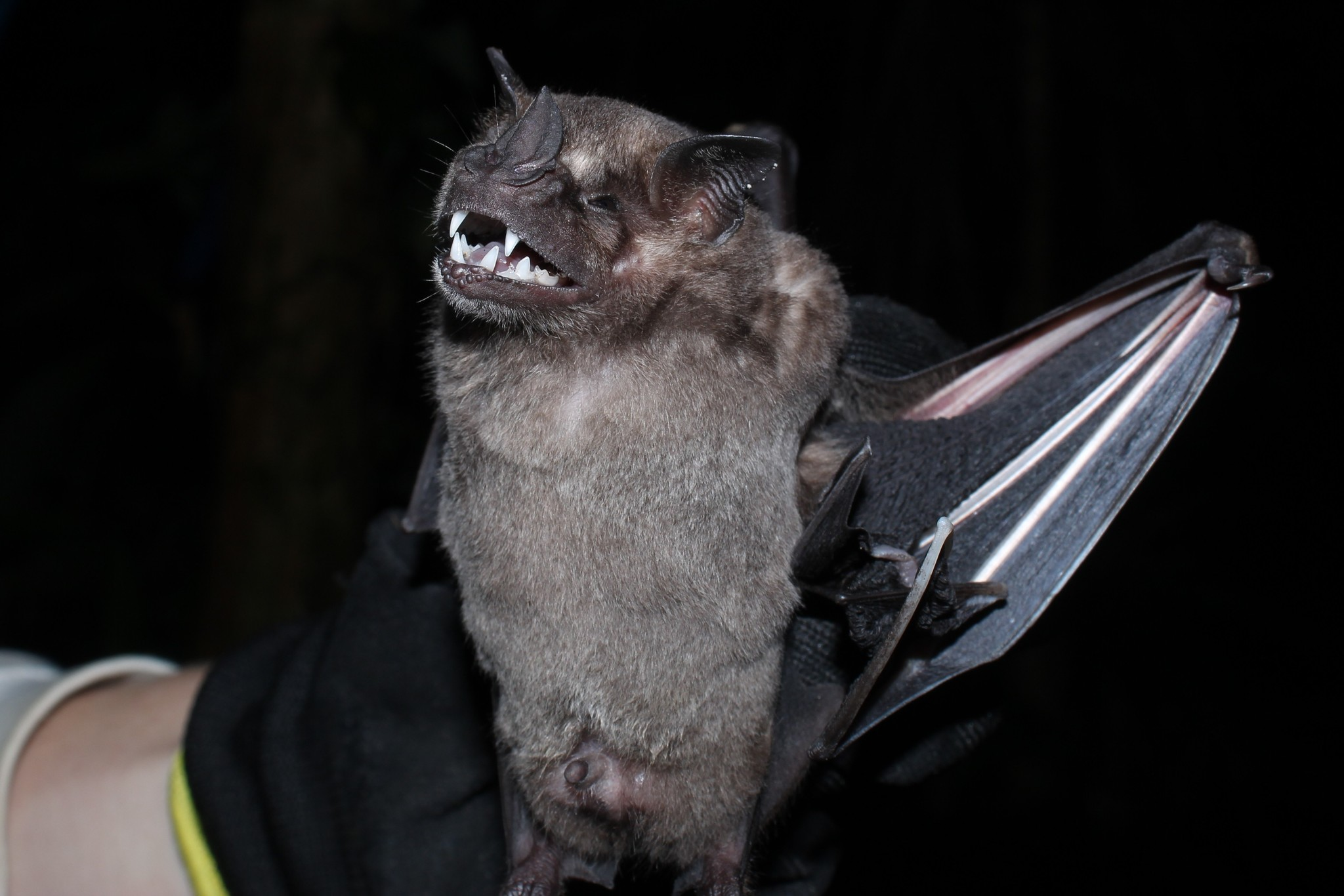